# Kolbotten, Nacka

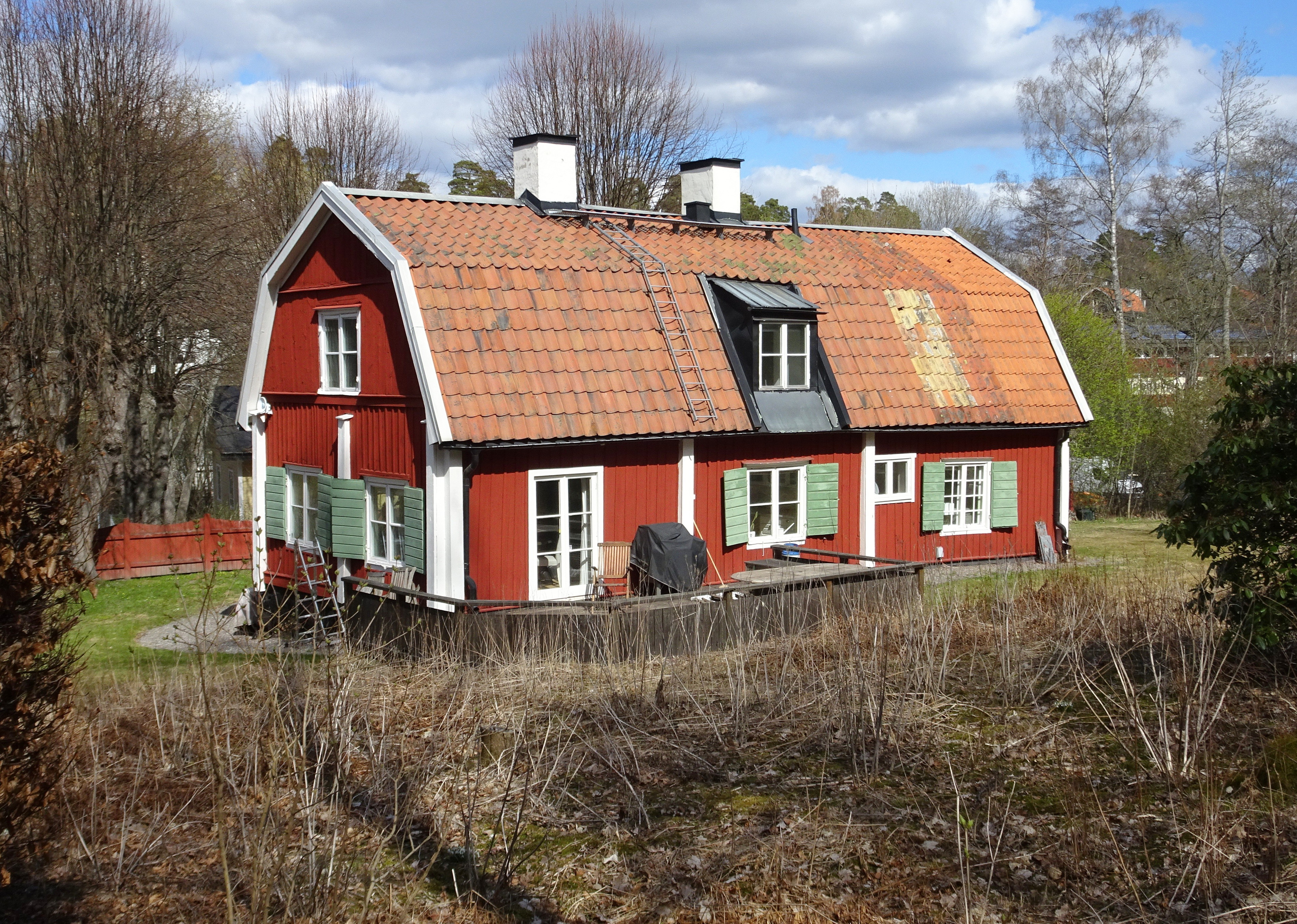
Övre Kolbotten, f.d. mangårdsbyggnad, april 2022.

Kolbotten är ett kulturhistoriskt intressant område beläget mellan Duvnäsviken och Kolbottensjön i Nacka kommun. Av den historiska bebyggelsen, som även omfattade det vid tiden välkända Kolbottens Wärdshus, kvarstår numera enbart mangården Övre Kolbotten med adress Kolbottens väg 2. Byggnaden från 1700-talets mitt ligger strax söder om Saltsjö-Duvnäs station men tillhör före detta fideikommisset Erstavik.

## Historik

### Området

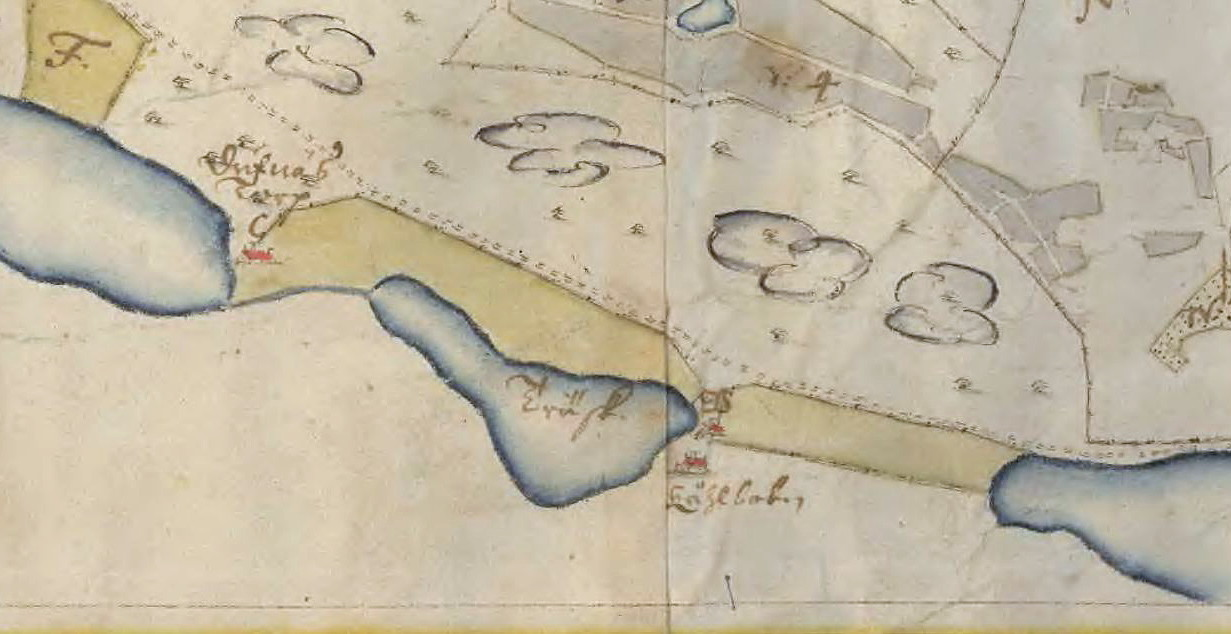
Kolbotten på en karta från 1690.

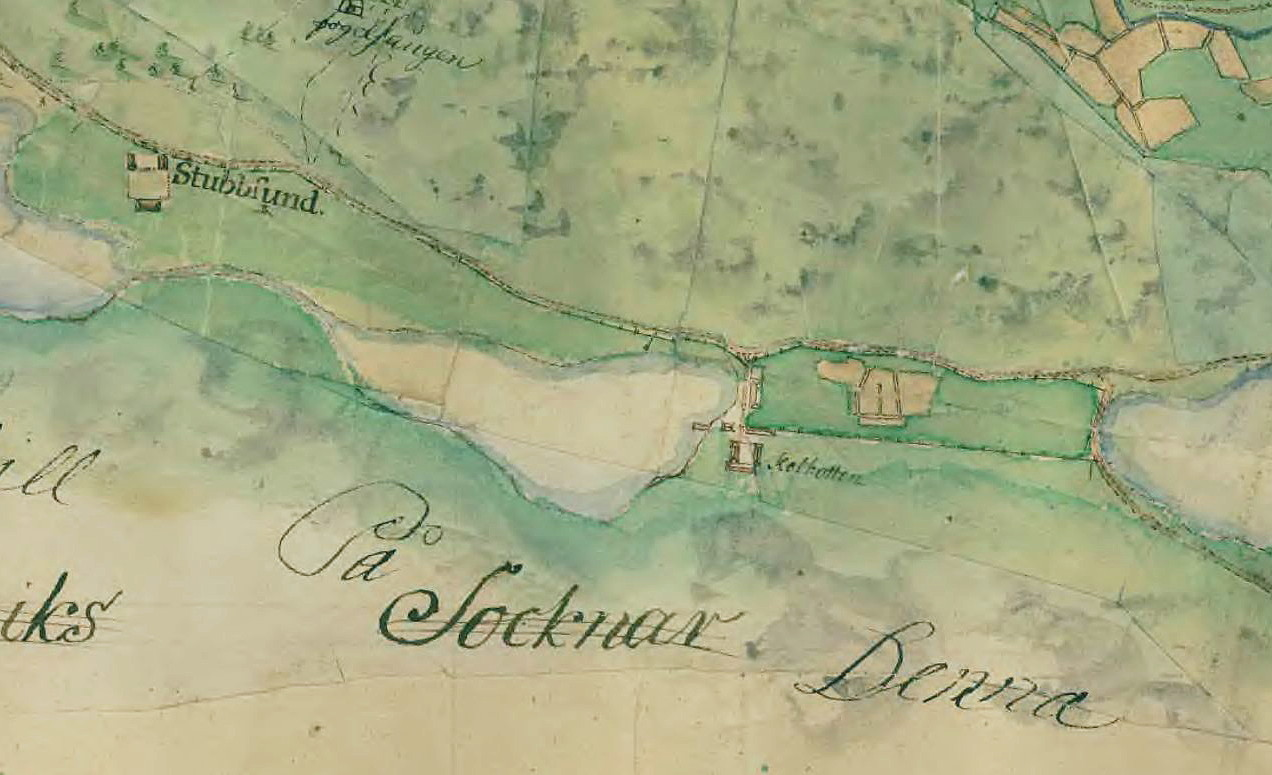
Kolbotten på en karta från 1774.

Dalgången mellan Duvnäsviken och Kolbottensjön kallas Kolbotten efter en kolbotten, alltså en träkolningsplats för bränning av träkol som i detta fall var avsedd för Nacka bruks smedjor och krutbruk vid Nacka kvarnar. Verksamheten är känd sedan 1500-talet och Kolbotten i Nacka omnämns redan 1597 som ”Olaf Hinrichzonn i Kolleboten”. Här passerade även en livlig trafikerad vinterväg över isarna från Lännerstasundet till Vintertullen vid Hammarby sjö. På vikingatiden sträckte sig här en farbar segelled mellan Östersjön och Mälaren. Kontakten bröts genom landhöjningen. Här hade Duvnäs gård två torp, det östra gav upphovet till Kolbotten, det västra låg vid Järlasjöns östra spets och blev Stubbsund.

### Värdshuset (Nedre Kolbotten)
Vintertrafiken motiverade även att man här inrättade en vid tiden välkänd krog, Kolbottens Wärdshus, som omtalas i början av 1700-talet. I Carl Tersmedens memoarer förekommer Kolbotten flera gånger när värdshuset var mål och rastplats vid kappkörning på isarna 1731. Stället besöktes 1759 av Carl Gustaf Tessin vilken minns det senare som sin ”ungdoms yra och galenskaper”. Kolbottens värdshus förekommer också i Märta Helena Reenstiernas (bekant som Årstafrun) dagböcker. En marssöndag 1796 besökte hon stället och skrev om besöket: 
| ” | 6 Mars 1796: Söndag. Bra kallt, min man for f:m: till Stan och mötte på sjön Vesterstråle (guldsmeden Stephan Westerstråhle) med sin fru som kommo hit, sedan vi Spisat middag föjdes vi alla åt till Kolbotten, hvarest var en grufvelig mängd menniskor, som alla lockades ut af det klara vädret och det makalösa sköna slädföret. Vi plägade oss med goda drycker, och följdes sedan åt hit hem, samt spisade Vesterstråles här till aftonen, och kl: 10 furo härifrån. | „ |

Värdshuset, som även kallades Nedre Kolbotten, hörde till Duvnäs gård. Det var en rödmålad byggnad i två våningar med brutet tak. Långfasaderna orienterades mot öster, respektive väster. Till anläggningen hörde en större trädgård samt vagnshus och ladugård. I början av 1800-talet lades verksamheten och stället förföll och brann slutligen upp ”till båtnad för friden i trakten”.

### Gården (Övre Kolbotten)

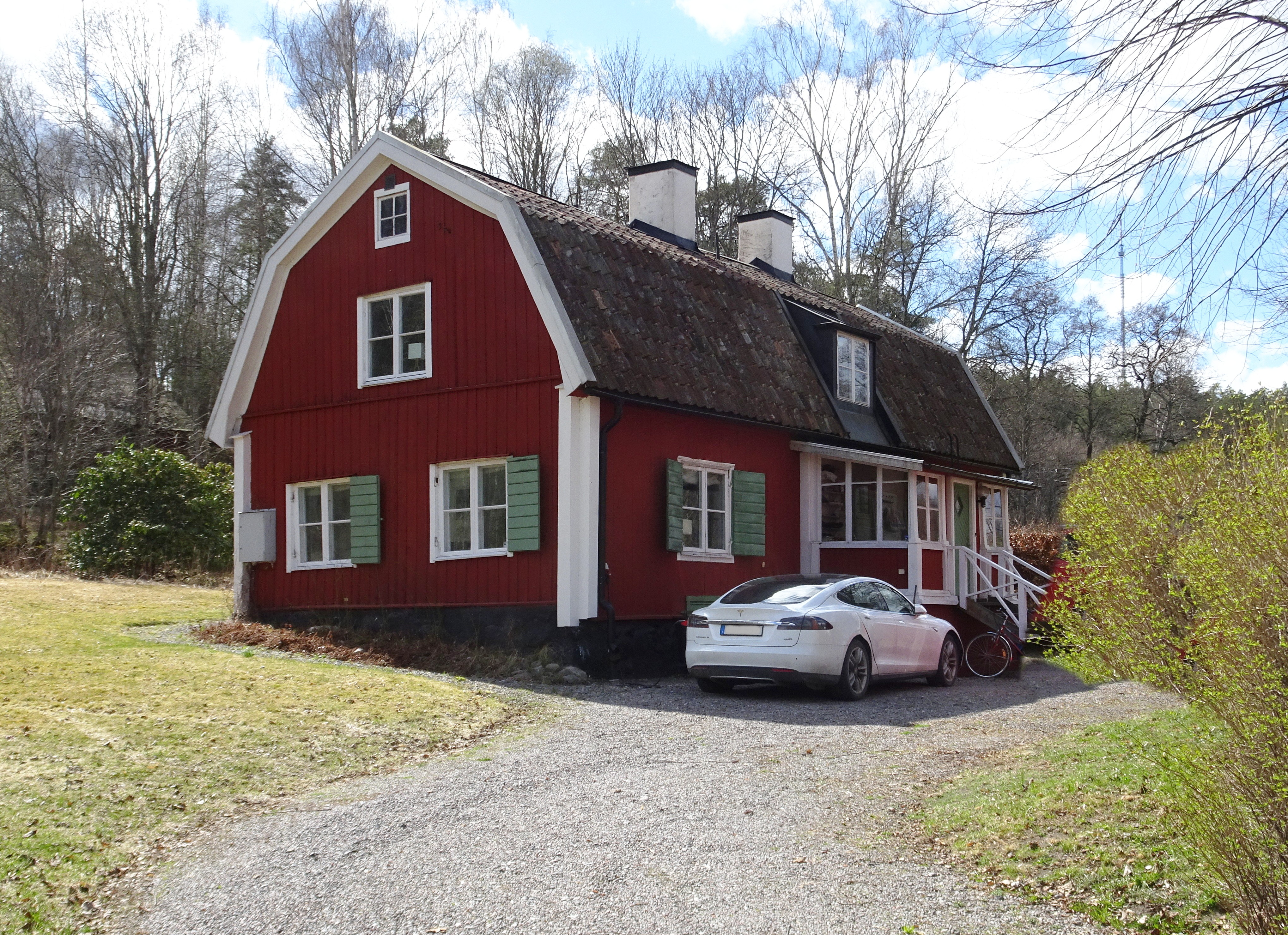
Övre Kolbotten, entrésidan.

Söder om värdshuset låg gården Övre Kolbotten bestående av en huvudbyggnad flankerad mot norr av två flygelbyggnader. Bebyggelsen framgår på en karta upprättad av kartografen Gabriel Boding 1774. Enligt museimannen och riksantikvarien Gösta Selling uppfördes Övre Kolbottens mangård omkring mitten av 1700-talet, eller blev ombyggd vid denna tidpunkt. 
Jordbruket vid Övre Kolbotten upphörde under 1800-talets senare del. På 1890-talet drogs Saltsjöbanans spår förbi här och stationshuset för Saltsjö-Duvnäs station anlades där värdshuset hade sin trädgård.
Av Kolbottens historiska byggnader kvarstår idag bara Övre Kolbotten dock utan flyglarna. Det rör sig om en timrad och panelad envåningslänga under ett brutet sadeltak. Vid Gösta Sellings inventering i slutet av 1970-talet fanns i interiören några kakelugnar från 1700-talets senare del samt fyrfyllnadsdörrar av karolinsk typ. Byggnaden är privatbostad och en av arrendegårdarna under Erstavik.